# علی‌گل
علی گل، روستایی است از توابع بخش مرکزی شهرستان بجنورد در استان خراسان شمالی ایران. این روستا در شمال خراسان شمالی و در حدود ۲۴ کیلومتری شهر بجنورد می‌باشد.

## تاریخچه علی گل
روستای علیگل در ۲۴ کیلومتری جنوب بجنورد قرار دارد و تاریخ روستا به سال ۱۲۰۰ خورشیدی برمی گردد تقریباً ۲۰۰ سال قدمت دارد که شخصی به نام علی با پسر بزرگش کربلایی مهدی زمین روستا را آل خان فرزند کی کیخان اهل روستای ارگ خریده‌است. البته علی قبلاً در گریوان زندگی می‌کردند؛ که با کوچ از گریوان در کنار روستای فعلی قطعه زمین کوچکی داشتند در آنجا سکونت داشت.
محصولات کشاورزی این روستا گردو، سیب، گیلاس، آلبالو، گندم، جو …
دامداری و دامپروری در علی گل رونق خوبی دارد و گوشت دامهای این منطقه یکی از بهترین و لذیذترین گوشت‌های ایران است

## آب و هوا
علی گل روستایی است دارای آب و هوای معتدل کوهستانی است که رودخانه پرآبی زمین‌های زراعی محدود آن را آبیاری می‌کند.

## خانوار
تعداد خانوارهای این روستا ۲۰۹ است.